# Manuel Monleón Burgos
Manuel Monleón Burgos (València, 23 de febrer de 1904 - Mislata, 17 d'agost de 1976) fou un cartellista, fotomuntador valencià. Monleón va esdevenir un dels màxims representants de la generació d'artistes plàstics valencians dels anys trenta, tant per les seves innegables qualitats artístiques com per la seva inquietud renovadora. També es va interessar pel naturisme, l'anarquisme i l'esperanto.
Pertanyia a una família humil d'agricultors d'Andilla (Serrans) emigrats a la capital valenciana i de nen patí raquitisme. Treballà de ben jovenet en una fàbrica de ventalls, on fou aprenent del pintor miniaturista valencià Marià Pérez. Des del 1929 es va especialitzar en els cartells, tot formant part de l'avantguarda valenciana de la dècada de 1930. Durant la segona república espanyola va interessar-se per la llengua auxiliar internacional esperanto. A través dels cercles esperantistes soviètics, va entrar en contacte, el 1933, amb l'Associació d'Artistes de la Unió Soviètica, entitat per a la que va elaborar una gran quantitat de retrats de personatges il·lustres rusos. També va publicar el llibre "Un idioma para el mundo proletario: el esperanto", amb el pseudònim de Manuel Burgos. Va ser el primer president del Grup Laborista Esperantista de València.
El 1933 va participar en la I Exposició d'Art Revolucionari i formà part de la Unió d'Escriptors i Artistes Proletaris. En aquests anys es decanta per l'ús de l'aerògraf i del fotomuntatge. Així, fou un dels primers a utilitzar els fotomuntatges amb finalitats propagandístiques i ideològiques. Els seus cartells propagandístics realitzats per al bàndol republicà durant la guerra civil espanyola són força punyents, i fou considerat el principal artísta gràfic de la guerra juntament amb Josep Renau i Berenguer i Artur Ballester. En acabar la guerra fou detingut per les tropes italianes del general Gastone Gambara i internat primer al camp de concentració dels Ametllers i després al d'Albatera. Després passà per la presó de Carabanchel, per la de Palència i per la presó Model de València. Fou condemnat a mort, però el 1943 fou alliberat mercè la Llei de Redempció de Penes pel Treball.
Quan sortí de la presó va treballar un temps maquetant la revista Triunfo i després va fundar una empresa de publicitat amb Antonio Castaños, però no es va adaptar a la situació i el 1951 marxà a Bogotà (Colòmbia), on treballà en una editorial i diverses agències de publicitat. El 1958 va instal·lar-se a Caracas, i finalment el 1962 tornà a València, on va dirigir una agència de publicitat juntament amb el seu fill Lenko. Poc després s'instal·là a Mislata, on se centrà en la pintura fins que unes cataractes li impediren continuar la seva feina. Al fons del CRAI Biblioteca Pavelló de la República s'hi conserva una gran quantitat de les seves obres, destacant la seva col·lecció de cartells.

## Obres
- Un idioma para el mundo proletario: l'esperanto (1933)